# Telmatoscopus stellatus
Telmatoscopus stellatus és una espècie d'insecte dípter pertanyent a la família dels psicòdids.

## Descripció
- Mascle: mida petita; ales de 2,17 mm de longitud, 0,80 d'amplada i lleugerament tacades als extrems de la nervadura; sutura interocular en forma de "V" invertida; el vèrtex és més alt que el pont dels ulls; front amb una àrea triangular pilosa; fèmur molt més curt que la tíbia; edeagus petit i en forma de "Y"; antenes d'1,70 mm de llargada.
- La femella no ha estat encara descrita.[3]

## Distribució geogràfica
Es troba a Indonèsia: Papua Occidental.